# Decembrie 2020
Acest articol este generat integral pe baza informațiilor din articolul 2020 și este actualizat periodic de un robot.
 Editările făcute în articol vor fi șterse la următoarea actualizare! Dacă doriți să faceți modificări, editați articolul-sursă.

ianuarie -
februarie -
martie -
aprilie -
mai -
iunie -
iulie -
august -
septembrie -
octombrie -
noiembrie -
decembrie
Decembrie 2020 a fost a douăsprezecea lună a anului și a început într-o zi de marți.

## Evenimente

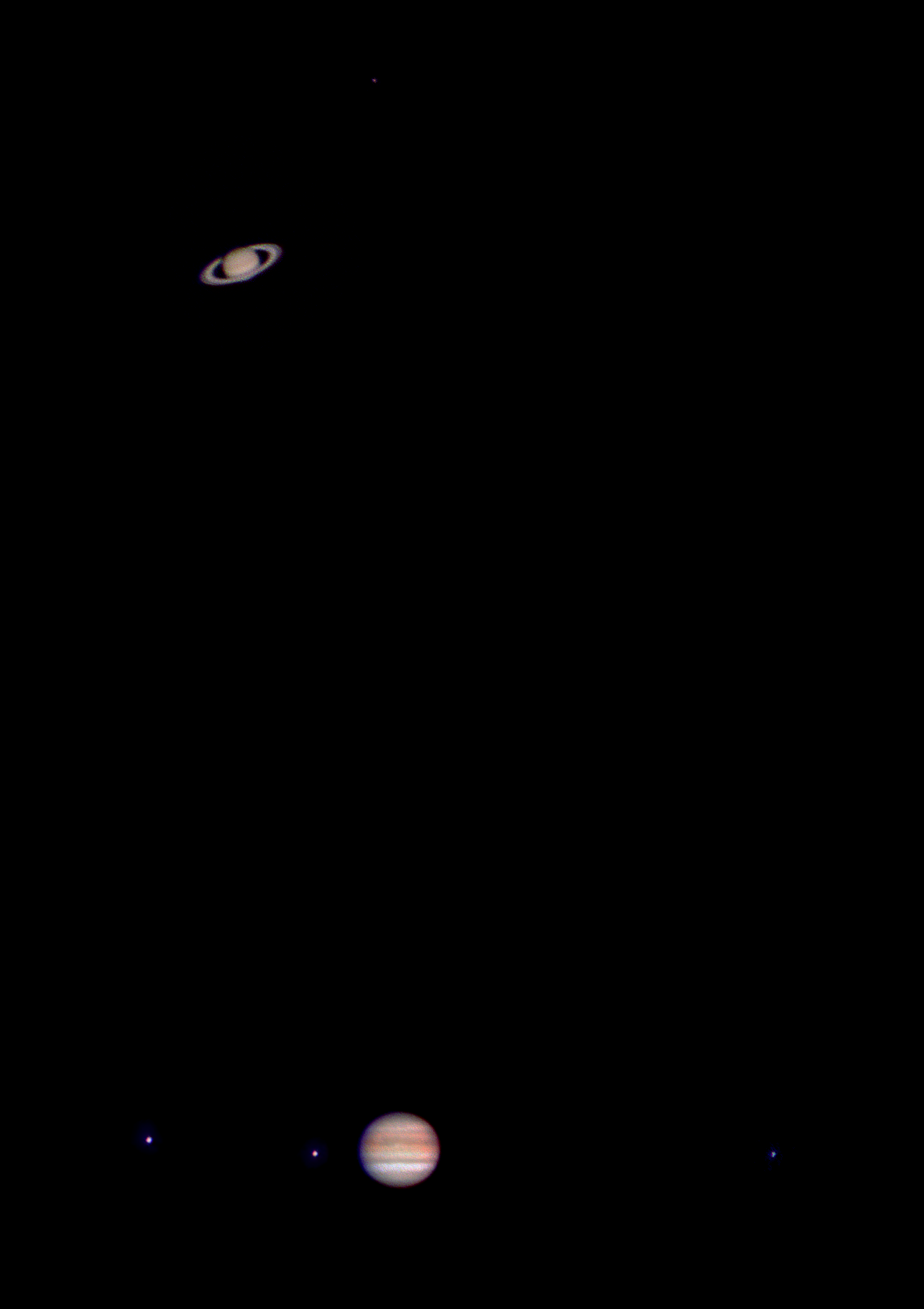
21 decembrie - Marea Conjuncție

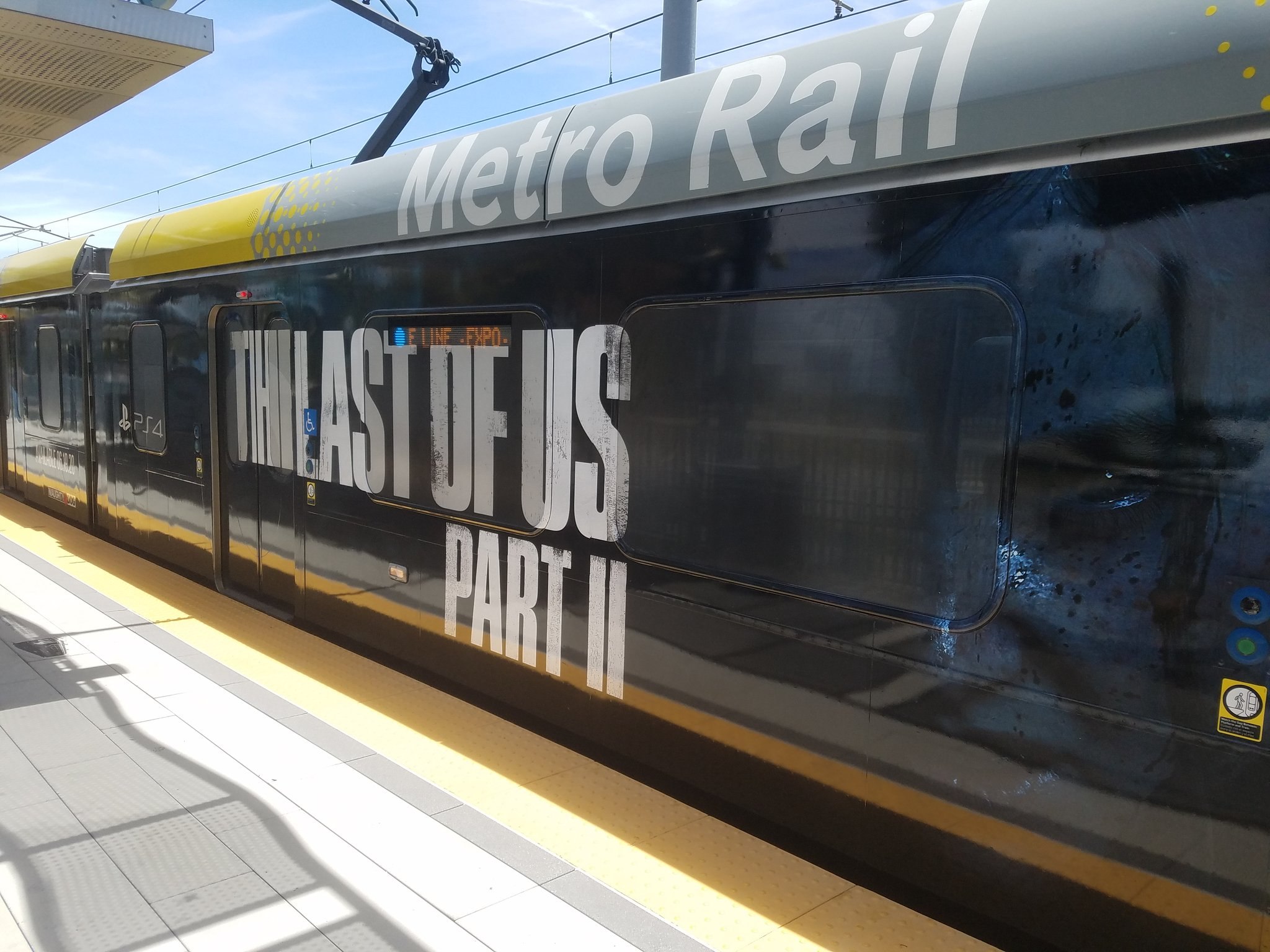
Un tren cu publicitate la jocul The Last of Us Part II

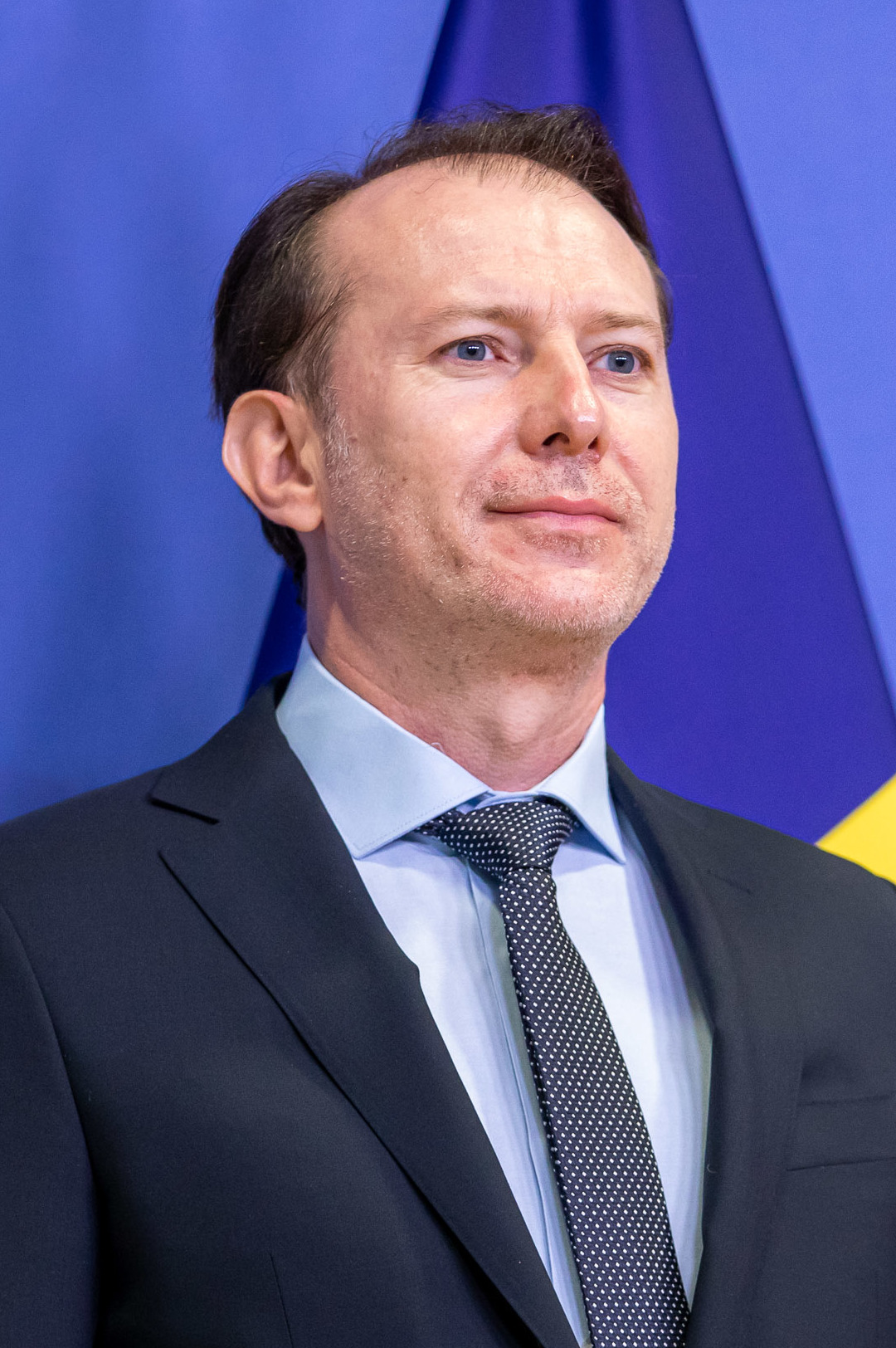
23 decembrie 2020 - Vasile-Florin Cîțu devine cel de-al 69-lea premier al României

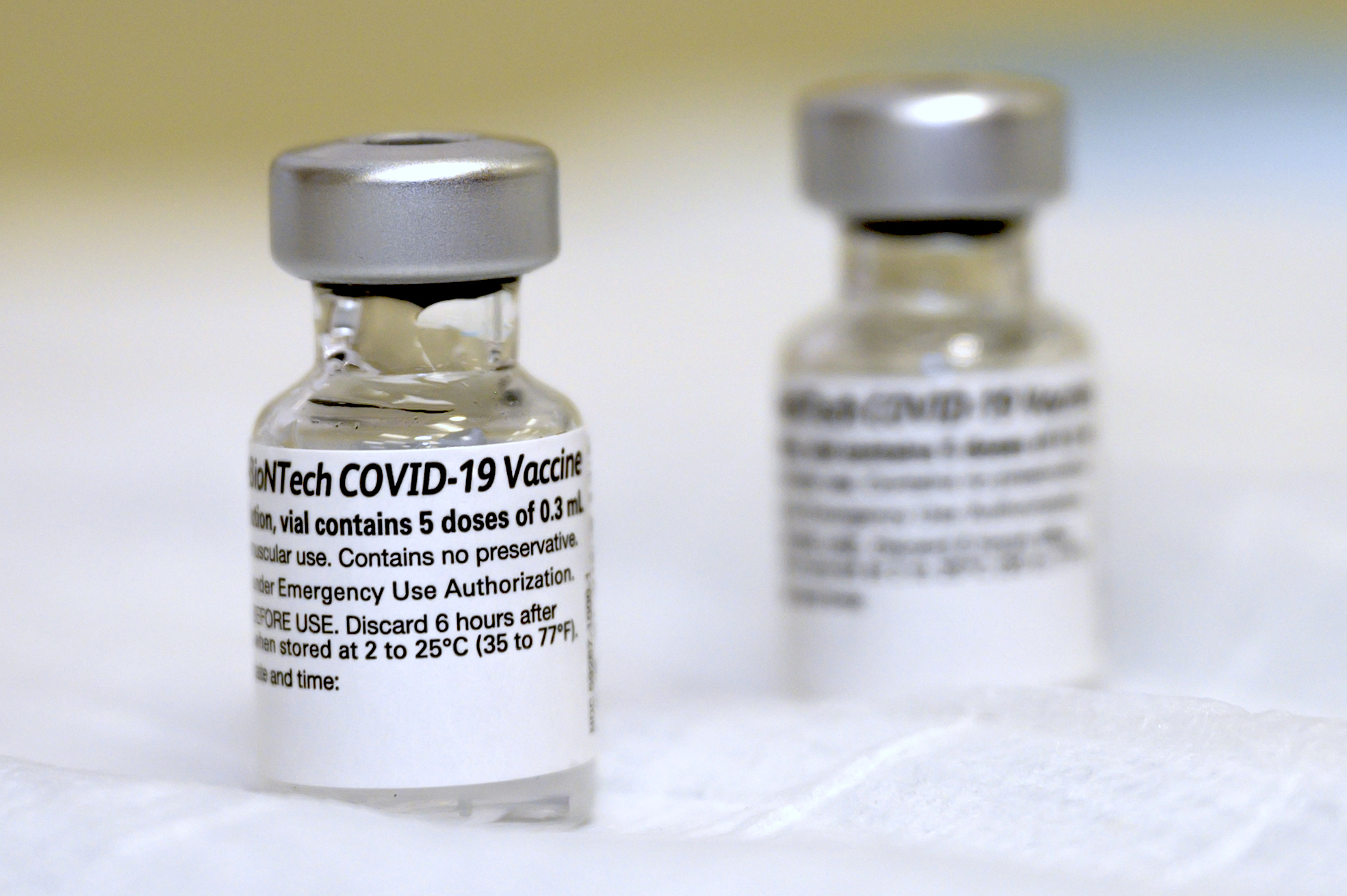
27 decembrie: Țările Uniunii Europene încep campania masivă de vaccinare împotriva COVID-19.

- 6 decembrie: Alegeri parlamentare în România. Pentru Senat s-au înregistrat 5.908.364 de voturi, PSD obținând un scor de 29,32%, PNL 25,58%, alianța USR-PLUS 15,86%, AUR 9,17% și UDMR 5,89%. Pentru Camera Deputaților s-au înregistrat 5.901.959 de voturi, PSD obținând 28,90%, PNL 25,18%, alianța USR-PLUS 15,37%, AUR 9,08% și UDMR 5,74%.
- 10 decembrie: Autoritățile anunță că Bucureștiul va găzdui Centrul Cyber al Uniunii Europene, prima structură a Uniunii Europene de pe teritoriul României. Obiectivul acestui Centru european de competențe industriale, tehnologice și de cercetare în domeniul securității cibernetice (ECCC), care va coopera cu huburi specializate naționale, va fi să centralizeze ecosistemul de securitate tehnologică și industrială al statelor membre. Bucureștiul a fost ales în urma unui vot, dintr-o listă de șapte orașe pe care se mai aflau Bruxelles, München, Varșovia, Vilnius, Luxemburg și León.[2]
- 10 decembrie: Jocul video The Last of Us Part II, dezvoltat de Naughty Dog și lansat de Sony Interactive Entertainment, primește premiul de Jocul Anului 2020 în urma ceremoniei The Game Awards. Ceremonia se desfășoară prin transmisiune online din cauza pandemiei de coronavirus.
- 10 decembrie: Pandemia COVID-19: Statele Unite și Arabia Saudită aprobă vaccinul Pfizer–BioNTech COVID-19 pentru utilizare de urgență, în timp ce Argentina aprobă Sputnik V.
- Israelul și Marocul normalizează relațiile diplomatice. În același timp, Statele Unite își reafirmă recunoașterea anterioară a suveranității marocane asupra Saharei de Vest și anunță planuri de a construi un consulat acolo.
- Procesul pentru corupție împotriva fostului președinte Nicolas Sarkozy se încheie în Franța.
- 11 decembrie: Uniunea Europeană este de acord să reducă emisiile de gaze cu efect de seră cu 55% în următorul deceniu.
- 12 decembrie: Pandemia COVID-19: Numărul cazurilor confirmate de COVID-19 depășește 70 de milioane la nivel mondial.
- Bhutanul și Israelul normalizează relațiile diplomatice.
- 14 decembrie: Pandemia COVID-19: Statele Unite și Canada încep vaccinarea în masă cu vaccinul Pfizer–BioNTech COVID-19. [366] [367] În plus, Singapore aprobă vaccinul Pfizer – BioNTech COVID-19, cu alte companii pentru a furniza vaccinuri progresiv. [368]
- Statele Unite elimină Sudanul de pe lista statelor care sponsorizează terorismul .
- Statele Unite impun sancțiuni Turciei ca răzbunare pentru achiziționarea unui sistem de rachete S-400 din Rusia, fiind prima dată când un stat membru NATO au sancționat un alt membru NATO.
- 15 decembrie: Curtea Penală Internațională acuză Filipine de crime împotriva umanității în războiul său împotriva drogurilor .
- 17 decembrie: Înalta Curte de Casație și Justiție (ÎCCJ) l-a condamnat definitiv pe Paul Philippe al României la 3 ani și 4 luni de închisoare cu executare în dosarul Ferma Regală Băneasa.
- 18 decembrie: Presa raportează că astronomii au detectat un semnal radio, BLC1 , aparent din direcția Proxima Centauri , cea mai apropiată stea de Soare. Astronomii au afirmat că acesta și alte semnale, încă nepublicate, sunt considerate a fi probabil „interferențe pe care nu o putem explica pe deplin” și că pare să fie printre cei mai puternici candidați pentru un semnal radio primit de umanitate de la inteligența extraterestră până acum.
- 21 decembrie: Marea conjuncție: Are loc cea mai mare apropiere a planetelor Jupiter și Saturn, care se întâlnesc pe cer o dată la 20 de ani, însă foarte rar atât de aproape. Următoarea mare conjuncție va avea loc în anul 2080.
- 23 decembrie: Noul guvern PNL-USR-PLUS-UDMR, condus de Florin Cîțu, este învestit de Parlament cu 260 de voturi „pentru” și 186 „împotrivă”.[3]
- 23 decembrie: Un asteroid de aproximativ 8 metri cade peste Nangqên, în vestul Chinei. Acesta a fost cel mai mare asteroid care a lovit Pământul de la meteoritul Kamceatka în 2018 și meteoritul de la Celeabinsk în 2013.[4][5]
- 24 decembrie: Maia Sandu a fost învestită în funcția de președinte al Republicii Moldova.
- 26 decembrie: Cel puțin 10 alpiniști au murit, iar alți 7 au fost dați dispăruți, în urma unei avalanșe în munții Alborz din Iran.[6]
- 27 decembrie: Țările Uniunii Europene încep campania masivă de vaccinare împotriva COVID-19.[1]
- 29 decembrie: Un cutremur cu magnitudinea de 6,4 pe scara Richter a lovit Croația și țările vecine, inclusiv Italia și România. Au decedat 7 persoane, iar alte zeci au fost rănite.[7]
- 30 decembrie: Alte două cutremure, cu magnitudinea de 4,6 și 4,8 pe scara Richter, au devastat Croația, cu epicentrul în regiunea Petrinja, la o zi după cutremurul de 6,4.[8]
- 30 decembrie: 5 persoane au decedat, iar alte 10 au fost rănite, în urma alunecării de teren care s-a produs în localitatea Gjerdrum din Norvegia.[9]
- 31 decembrie: După plecarea Regatului Unit din Uniunea Europeană, perioada actuală de tranziție pentru negocierile privind o relație viitoare au expirat la această dată.
- 31 decembrie: Programul software, Adobe Flash Player, a încetat să mai funcționeze.[10]

## Decese
- 1 decembrie: Eduardo Lourenço, 97 ani, scriitor, filosof, eseist, profesor universitar, critic literar portughez (n. 1923)
- 1 decembrie: Gavril Ștrempel, 94 ani, istoric al culturii român (n. 1926)
- 1 decembrie: Walter E. Williams, 84 ani, economist, comentator și intelectual american (n. 1936)
- 2 decembrie: Valéry Giscard d'Estaing, 94 ani, politican francez, președinte al Franței (1974–1981), (n. 1926)
- 2 decembrie: Pamela Tiffin, 78 ani, actriță de film și televiziune americană (n. 1942)
- 3 decembrie: Albert Salvadó, 69 ani, scriitor din Andorra (n. 1951)
- 4 decembrie: Eugenia Botnaru, 84 ani, actriță de teatru și cinema din Republica Moldova (n. 1936)
- 4 decembrie: Mihăilă Cofariu, 73 ani, protestatar român, victimă a conflictului interetnic de la Târgu Mureș (n. 1947)
- 4 decembrie: Antonín J. Liehm, 96 ani, scriitor, editor, traducător și publicist ceh (n. 1924)
- 5 decembrie: Ildikó Pécsi, 80 ani, actriță maghiară (n. 1940)
- 5 decembrie: Viktor Ponedelnik, 83 ani, fotbalist rus, câștigător al Campionatului European (1960), (n. 1937)
- 6 decembrie: Jaromír Kohlíček, 67 ani, om politic ceh, membru al Parlamentului European (2004–2009), (n. 1953)
- 7 decembrie: Chuck Yeager, 97 ani, militar american, ofițer al Forțelor Aeriene ale Statelor Unite, as al zborului (n. 1923)
- 8 decembrie: Harold Budd, 84 ani, compozitor avangardist de muzică ambientală și poet american (n. 1936)
- 8 decembrie: Alejandro Sabella, 66 ani, fotbalist și antrenor argentinian, selecționer al Argentinei (2011–2014), (n. 1954)
- 9 decembrie: Marius Iosifescu, 84 ani, matematician român (n. 1936)
- 9 decembrie: Nicolaie-Sebastian-Valentin Radu, 49 ani, deputat român (2016-2020), (n. 1971)
- 9 decembrie: Paolo Rossi, 64 ani, fotbalist italian (n. 1956)
- 10 decembrie: Tom Lister, Jr., 62 ani, actor american de film, televiziune, și voce (n. 1958)
- 10 decembrie: Joseph Safra, 82 ani, bancher brazilian, fondator al Safra Group (n. 1938)
- 11 decembrie: Mihai Chiriac, 83 ani, deputat român (1990-2000), (n. 1937)
- 11 decembrie: Petre T. Frangopol, 87 ani, inginer chimist român (n. 1933)
- 11 decembrie: Kim Ki-duk, 59 ani, regizor, scenarist, producător de film sud-coreean (n. 1960)
- 11 decembrie: Alexandru Surdu, 82 ani, filosof român (n. 1938)
- 11 decembrie: Octavian Andronic, 74 ani, jurnalist și caricaturist român (n. 1946)
- 12 decembrie: John le Carré (n. David John Moore Cornwell), 89 ani, autor britanic de romane polițiste (n. 1931)
- 12 decembrie: Jack Steinberger, 99 ani, fizician evreu-american, laureat al Premiului Nobel (1988), (n. 1921)
- 13 decembrie: Otto Barić, 87 ani, fotbalist și antrenor croato-austriac (n. 1933)
- 14 decembrie: Gérard Houllier (Gérard Paul Francis Houllier), 73 ani, antrenor francez de fotbal (n. 1947)
- 15 decembrie: Alain Carrier, 96 ani, ilustrator francez (n. 1924)
- 17 decembrie: Enrico Ferri, 78 ani, politician italian, membru al Parlamentului European (1999–2004), (n. 1942)
- 18 decembrie: Tim Severin, 80 ani, explorator, istoric și scriitor britanic (n. 1940)
- 18 decembrie: Mihail Sirețeanu, 73 ani, politician român (n. 1947)
- 19 decembrie: Maria Piątkowska, 89 ani, sprinteră, săritoare la curse cu obstacole și săritoare în lungime, poloneză (n. 1931)
- 20 decembrie: Yvonne Sandberg-Fries, 70 ani, politiciană suedeză, membru al Parlamentului European (1999–2004) (n. 1950)
- 22 decembrie: Edmund Clarke, 75 ani, informatician american (n. 1945)
- 23 decembrie: James E. Gunn, 97 ani, scriitor american de literatură SF (n. 1923)
- 23 decembrie: Rika Zarai, 82 ani, interpretă franceză de muzică ușoară, actriță și scriitoare de etnie israeliană (n. 1938)
- 25 decembrie: Reginald Foster, 81 ani, preot catolic american (n. 1939)
- 26 decembrie: Luke Harper (n. Jonathan Huber), 41 ani, wrestler profesionist american (n. 1979)
- 27 decembrie: Seymour D. Van Gundy, 89 ani, specialist american în domeniul biologiei generale (n. 1931)
- 27 decembrie: William Link, 87 ani, scenarist și producător de televiziune american (n. 1933)
- 28 decembrie: Fu Cong, 86 ani, pianist britanic de etnie chineză (n. 1934)
- 29 decembrie: Claude Bolling, 90 ani, pianist, compozitor și aranjor de jazz, francez (n. 1930)
- 29 decembrie: Pierre Cardin (Pietro Costante Cardin), 98 ani, creator de modă și om de afaceri francez (n. 1922)
- 29 decembrie: Alexi Laiho (n. Markuu Uula Aleksi Laiho), 41 ani, chitarist, compozitor și cântăreț finlandez (n. 1979)
- 30 decembrie: Octavian Cojan, 84 ani, om de afaceri și promotor cultural român (n. 1936)
- 30 decembrie: Stephen Prince, 65 ani, critic de film, istoric și teoretician american (n. 1955)
- 30 decembrie: Nicolae Sabău, 91 ani, interpret român de muzică populară (n. 1929)
- 31 decembrie: Robert Hossein, 93 ani, actor, scenarist și regizor francez de teatru și film (n. 1927)
- 31 decembrie: Constantin Bosânceanu, 54 ani, fotbalist român (n. 1966)